# Dick Powell
Richard Ewing Powell, detto Dick (Mountain View, 14 novembre 1904 – Los Angeles, 2 gennaio 1963), è stato un attore, regista, cantante, produttore cinematografico e produttore televisivo statunitense.

## Biografia
Esordì nel cinema come cantante in Cronaca degli scandali (1932) e partecipò poi alle migliori produzioni musicali degli anni trenta, tra le quali La danza delle luci (1933) di Mervyn LeRoy. In questi film Powell interpretò quasi sempre il classico attor giovane di bell'aspetto, brillante ed ironico. Quando il genere musicale degli anni trenta iniziò a perdere smalto, l'attore riuscì a fare un salto di qualità, trasformando la propria immagine in quella di uomo d'azione forte e risoluto.
In questo periodo diede le sue interpretazioni migliori nella commedia Avvenne domani (1944) di René Clair e in L'ombra del passato (1944), in cui interpretò il detective Philip Marlowe per la regia di Edward Dmytryk, dal quale sarebbe stato diretto anche in Missione di morte (1945). Raggiunta la maturità, Powell decise di passare dietro la macchina da presa dirigendo il dramma Prigionieri della città deserta (1952), che comunque non portò nulla di nuovo rispetto ai canoni classici del noir anni cinquanta.
Fece parte della Motion Picture Alliance for the Preservation of American Ideals, di ispirazione anticomunista.
Seguirono altre produzioni di diverso genere, come le commedie Susanna ha dormito qui (1954), con Debbie Reynolds, e Autostop (1956), remake del classico Accadde una notte, e le pellicole belliche Duello nell'Atlantico (1957) e I cacciatori (1958). Concluse la sua carriera come produttore di film per conto di Budd Boetticher e Samuel Fuller e con altre regie, prevalentemente televisive. Morì a causa di un linfoma.
Nel 1956 Dick Powell aveva partecipato come regista al film Il conquistatore, epica biografia del condottiero mongolo Gengis Khan, che fu prodotto da Howard Hughes. La pellicola venne girata in esterni nello Stato dello Utah, durante il periodo in cui il governo statunitense stava effettuando test nucleari nel vicino Stato del Nevada. 91 delle 220 persone coinvolte nella produzione del film si ammalarono in seguito di cancro e 46 di esse morirono a causa della malattia: tra queste, gli attori John Wayne (cancro dello stomaco e dei polmoni), Susan Hayward (cancro al cervello), Agnes Moorehead (cancro all'utero), John Hoyt (cancro ai polmoni) e lo stesso Dick Powell (cancro alle ghiandole linfatiche).

## Vita privata
Dick Powell si sposò tre volte. La prima, dal 1925 al 1927, con Maude Maund. Nel 1936 sposò l'attrice Joan Blondell, dalla quale divorziò nel 1944. L'ultimo matrimonio fu con l'attrice June Allyson, sposata nel 1945; la coppia ebbe due figli, di cui uno adottivo. Nel 1961 la coppia intraprese la causa di divorzio ma, prima che questo divenisse formalmente definitivo, i due si riconciliarono e rimasero uniti fino alla morte di lui.

## Filmografia

### Attore

#### Cinema
- La cronaca degli scandali (Blessed Event), regia di Roy Del Ruth (1932)
- Too Busy to Work, regia di John G. Blystone (1932)
- The King's Vacation, regia di John G. Adolfi (1933)
- College Coach, regia di William A. Wellman (1933)
- Quarantaduesima strada (42nd Street), regia di Lloyd Bacon (1933)
- La danza delle luci (Gold Diggers of 1933), regia di Mervyn LeRoy (1933)
- Viva le donne! (Footlight Parade), regia di Lloyd Bacon (1933)
- Wonder Bar, regia di Lloyd Bacon (1934)
- L'universo innamorato (Twenty Million Sweethearts), regia di Ray Enright (1934)
- Abbasso le donne (Dames), regia di Ray Enright (1934)
- Verso la felicità (Happiness Ahead), regia di Mervyn LeRoy (1934)
- Passeggiata d'amore (Flirtation Walk), regia di Frank Borzage (1934)
- Donne di lusso 1935 (Gold Diggers of 1935), regia di Busby Berkeley (1935)
- Broadway Gondolier, regia di Lloyd Bacon (1935)
- Il sogno di una notte di mezza estate (A Midsummer Night's Dream), regia di William Dieterle e Max Reinhardt (1935)
- L'ammiraglio (Shipmates Forever), regia di Frank Borzage (1935)
- Colleen, regia di Alfred E. Green (1936)
- Amore in otto lezioni (Gold Diggers of 1937), regia di Lloyd Bacon (1936)
- La signora della 5ª strada (On the Avenue), regia di Roy Del Ruth (1937)
- Invito alla danza (Varsity Show), regia di William Keighley (1937)
- Hollywood Hotel, regia di Busby Berkeley (1937)
- Hard to Get, regia di Ray Enright (1938)
- L'alfabeto dell'amore (Naughty But Nice), regia di Ray Enright (1939)
- Un colpo di fortuna (Christmas in July), regia di Preston Sturges (1940)
- Una moglie modello (Model Wife), regia di Leigh Jason (1941)
- Allegri naviganti (In the Navy), regia di Arthur Lubin (1941)
- Signorine, non guardate i marinai (Star Spangled Rhythm), regia di George Marshall e A. Edward Sutherland (1942)
- L'ombra del passato (Murder, My Sweet), regia di Edward Dmytryk (1944)
- Avvenne domani (It Happened Tomorrow), regia di René Clair (1944)
- Missione di morte (Cornered), regia di Edward Dmytryk (1945)
- A sangue freddo (Johnny O'Clock), regia di Robert Rossen (1947)
- La legione dei condannati (Rogues' Regiment), regia di Robert Florey (1948)
- La città della paura (Station West), regia di Sidney Lanfield (1948)
- Oppio (To the Ends of the Heart), regia di Robert Stevenson (1948)
- Tragedia a Santa Monica (Pitfall), regia di André De Toth (1948)
- Le valli della solitudine (Mrs. Mike), regia di Louis King (1949)
- Il messicano (Right Cross), regia di John Sturges (1950)
- Testa rossa (The Reformer and the Redhead), regia di Melvin Frank e Norman Panama (1950)
- Nei bassifondi di Los Angeles (Cry Danger), regia di Robert Parrish (1951)
- Bersaglio eccellente (The Tall Target), regia di Anthony Mann (1951)
- Il bruto e la bella (The Bad and the Beautiful), regia di Vincente Minnelli (1952)
- Susanna ha dormito qui (Susan Slept Here), regia di Frank Tashlin (1954)

#### Televisione
- Four Star Playhouse – serie TV, 32 episodi (1952-1956)
- Climax! – serie TV, episodio 1x01 (1954)
- I racconti del West (Zane Grey Theatre) – serie TV, 15 episodi (1956-1961)
- Mr. Adams and Eve – serie TV, episodio 2x22 (1958)
- June Allyson Show (The DuPont Show with June Allyson) – serie TV, episodi 1x04-1x29 (1959-1960)
- Ensign O'Toole – serie TV, episodi 1x04-1x31 (1962-1963)

### Regista
- Prigionieri della città deserta (Split Second) (1953)
- Il conquistatore (The Conqueror) (1955)
- Autostop (You Can't Run Away from It) (1956)
- Duello nell'Atlantico (The Enemy Below) (1957)
- I cacciatori (The Hunters) (1958)

### Film e documentari su Dick Powell
- Le dee dell'amore (The Love Goddesses) documentario di Saul J. Turell – filmati di repertorio (1965)

## Doppiatori italiani
- Giulio Panicali in Avvenne domani, La legione dei condannati, L'ombra del passato, Il bruto e la bella, Il messicano, Testa rossa
- Augusto Marcacci in La città della paura, Missione di morte, Una moglie modello, Oppio
- Virgilio Tomassini in Abbasso le donne
- Ernesto Calindri in Verso la felicità
- Giuseppe Rinaldi in Allegri naviganti
- Roldano Lupi in Tragedia a Santa Monica
- Stefano Sibaldi in Susanna ha dormito qui